# Siguinnakh
Siguinnakh (en rus: Сыгыннах) és un poble de la república de Sakhà, a Rússia, que el 2018 tenia 233 habitants, pertany al districte de Namtsi.